# 동방 정책
신동방 정책(新東方政策, 독일어: Neue Ostpolitik, 영어: new eastern policy) 또는 단순히 동방 정책(東方政策) 혹은 오스트폴리티크(Ostpolitik)는 빌리 브란트 서독 총리가 추진한 과거 중앙유럽 공산주의 국가들과의 화해정책을 말한다. 이로 인해 할슈타인 독트린은 사실상 폐기되었다.
독일 사회민주당 출신의 빌리 브란트 수상은 1969년 서독의 수상으로 취임한 뒤, 제2차 세계 대전 피해 국가인 폴란드에 대한 사죄, 동독과의 교류 등의 진보적인 정책을 추진했다. 기독교 민주연합 (CDU, 체데우) 등 보수 진영에서는 공산권과의 교류를 인정할 수 없다며 반발하기도 했지만, 독일이 전쟁을 도발하여 다른 나라에 큰 상처와 피해를 준 국가라는 인식을 불식시키는 데 기여한 것과 같이 여러 중요한 성과를 거두었다. 더 나아가 이 동방 정책은 강경책과 대화 거부가 분단을 심화시킨다는 빌리 브란트 수상의 지론에 따라 실천된 정책이기 때문에 냉전 극복을 위한 노력으로 볼 수 있다.

## 동방 정책 원칙
빌리 브란트의 시정연설(1969년 10월 28일)에서는 동방정책원칙이 다음과 같이 요약되었다.
- “1민족 2국가”(독일 민주 공화국을 정식 국가로 존중, 서독과 동독간의 특수한 관계)
- “서독정부에 의한 동독의 국제법적 인정은 고려될 수 없으며, 동독과 서독은 서로 외국이 아니다.”[2]

## 동방 정책을 통한 서독의 동독 지원액
서독은 1972년 동·서독 기본조약이 체결된 후 약 18년 동안 동독에 총 1,044억 마르크를 지원했다. 달러로 환산하면 약 576억 달러이다.

## 동방 정책의 성과
- 1970년 3월 19일 빌리 브란트 수상이 제안한 제1차 동·서독 정상회담이 열림. 독일민주공화국(동독)과 독일연방공화국(서독)간의 우호관계확인, 경제교류 합의
- 1970년 5월 21일 동서독 제2차 정상회담
- 1970년 4월 29일 동·서독 우편교환 합의
- 1970년 8월 12일 독일연방공화국(서독)과 옛 소비에트 연방간의 불가침 조약이 맺어짐
- 1971년 9월 30일 동·서독간 우편교류 및 전화교류 합의
- 1972년 12월 21일 동서독 기본 조약 체결
- 1973년 9월 18일 동서독 유엔 동시 가입
- 1974년 동·서독간 외교관계 수립이 체결되어 대표부를 개설함

## 같이 보기
- 할슈타인 독트린
  - 유일한 합법 정부
- 울브리히트 독트린
- 자석 이론 (Magnet Theory, '힘의 우위' 정책 ('힘의 우위'에 바탕을 둔 통일 정책))
- 동서독 정상회담
- 동서독 기본 조약
- 동서독 동시 유엔 가입
- 동유럽 혁명
- 범유럽 피크닉
- 동독 월요 시위
- 베를린 장벽 붕괴
- 독일관련 최종해결에 관한 조약 (2+4 조약)
- 독일의 재통일
- 북방 정책
- 햇볕 정책
- 평화 번영 정책